# 委內瑞拉線鰭電鰻
委內瑞拉線鰭電鰻（拉丁語：Sternopygus pejeraton），為輻鰭魚綱電鰻目線鰭電鰻科的其中一種，為熱帶淡水魚，分布於南美洲委內瑞拉馬拉開波湖流域，體長可達50公分，棲息在底中層水域，生活習性不明。